# Barbus eburneensis
Barbus eburneensis е вид лъчеперка от семейство Шаранови (Cyprinidae). Видът е уязвим и сериозно застрашен от изчезване.

## Разпространение
Разпространен е в Гвинея, Кот д'Ивоар и Либерия.

## Описание
На дължина достигат до 7,4 cm.